# Michael Göhner
Michael Göhner (* 13. Juni 1980 in Reutlingen) ist ein ehemaliger deutscher Triathlet. Er startete vornehmlich bei Langdistanzwettbewerben und wird in der Bestenliste deutscher Triathleten auf der Ironman-Distanz geführt.

## Werdegang
Michael Göhner schloss 1999 das Wirtschaftsgymnasium mit dem Abitur ab und absolvierte dann eine Ausbildung zum Bankkaufmann und Finanzplaner. Seine sportliche Karriere begann er 1996 im Mittel- und Langstreckenlauf. Bei Triathlons startet er seit 2003.
Schon im Langstreckenbereich konnte Göhner einen deutschen Meistertitel erringen – er gewann die Straßenlauf-Meisterschaft 1997 in der männlichen B-Jugend. In diesem Wettbewerb wurde er 1999 Zweiter und 2000 sowie 2002 Dritter. Auch im Marathonlauf konnte er seine Qualitäten unter Beweis stellen, so absolvierte er 2001 den Berlin-Marathon in 2:23:35 h. Er wurde auch betreut vom Ernährungswissenschaftler Wolfgang Feil.

### 2004 Sieger Ironman Hawaii Altersklasse M18–24
Ab 2004 wandte sich Göhner vermehrt dem Duathlon und Triathlon zu. Er konnte sich als Sieger in seiner Altersklasse (M18–24) des Ironman Switzerland Zürich für den Ironman Hawaii qualifizieren und wurde dort Weltmeister in seiner Altersklasse. Bei der Challenge Roth erreichte er 2005 eine deutliche Verbesserung seiner Bestzeit auf 8:21:34 h und er startete erneut auf Hawaii, wo er Dritter in der Altersklasse M25–29 wurde.

### Profi-Triathlet seit 2006
Seit 2006 ist er Profitriathlet und startet für die TSG Reutlingen. Es gelangen ihm zahlreiche Siege bei kleineren Veranstaltungen, so über die olympische Distanz sein erster von sechs Siegen am Sitz seines Hauptsponsors beim Stadttriathlon Erding sowie bei einem Mitteldistanzrennen in Datteln. Beim Ironman Germany 2006 in Frankfurt gelang ihm mit einem fünften Platz die Qualifikation für Hawaii, wo er den 34. Rang belegte. Er wurde in diesem Jahr auch Deutscher Duathlon-Meister.
Im folgenden Jahr konnte er seine Leistungen wieder verbessern und verbuchte mit dem Sieg im Ironman 70.3 von St. Pölten seinen bis dahin größten Erfolg.

### Deutscher Meister Wintertriathlon 2007
Schon im Winter hatte er seine Möglichkeiten durch den Titelgewinn bei den Deutschen Wintertriathlon-Meisterschaften angedeutet. Zu einer neuen Bestzeit reichte es schließlich beim zweiten Platz in Frankfurt am Main, als er nach 8:11:50 h ins Ziel kam. Beim Wettbewerb in Hawaii konnte er in 8:43:55 h viertbester Deutscher werden.
Das Wettkampfjahr 2008 verlief weniger erfolgreich. Neben wenigen Top-Ten-Platzierungen musste er unter anderem beim Ironman Hawaii wegen einer Verletzung aufgeben. Im Juli 2009 erreichte er bei der Challenge Roth seinen ersten Sieg über die Langdistanz (3,86 km Schwimmen, 180,2 km Radfahren und 42,195 km Laufen) und mit einer Zeit unter acht Stunden eine neue persönliche Bestzeit.
Im Februar 2014 wurde er zum vierten Mal Deutscher Meister im Wintertriathlon. Seit 2014 startet Michael Göhner für die LG Steinlach. 2017 ging er nach einer dreijährigen Verletzungspause wieder an den Start. Zu Beginn des Jahres 2019 kündigte der damals 38-Jährige an, mit Ende der Saison seine aktive Karriere zu beenden. Im Februar 2019 wurde er in Italien Vizeweltmeister Wintertriathlon in der Altersklasse 35–39.
Michael Göhner lebt in Reutlingen-Altenburg. Er ist verheiratet und hat drei Kinder.

## Sportliche Erfolge
| Datum/Jahr    | Platz | Wettbewerb                     | Austragungsort        | Zeit     | Bemerkung |
| ------------- | ----- | ------------------------------ | --------------------- | -------- | --- |
| 26. Aug. 2018 | 9     | Trans Vorarlberg Triathlon     | Bregenz               | 04:01:11 | |
| 13. Mai 2018  | 1     | mz3athlon                      | Steinheim an der Murr | 01:22:38 | erfolgreiche Titelverteidigung (700 m Schwimmen, 30 km Radfahren und 7,5 km Laufen)                                                                              |
| 13. Mai 2017  | 3     | mz3athlon                      | Steinheim an der Murr |          | [ 4 ] |
| Aug. 2016     | 1     | Stadttriathlon Tübingen        | Tübingen              |          | Sieger auf der olympischen Distanz |
| 19. Juni 2016 | 3     | Stadt-Triathlon Erding         | Erding                | 02:00:02 | auf der olympischen Distanz |
| 31. Aug. 2014 | 3     | Trans Vorarlberg Triathlon     | Bregenz               | 04:06:22 | [ 5 ] |
| 25. Aug. 2013 | 2     | Trans Vorarlberg Triathlon     | Bregenz               |          | |
| 23. Juni 2013 | 1     | Stadttriathlon Erding          | Erding                | 01:58:42 | Sieger bei der 20. Austragung |
| 16. Juni 2013 | 2     | Ironman 70.3 Berlin            | Berlin                | 03:51:30 | mit persönlicher Bestzeit Zweiter bei der Erstaustragung |
| 3. Nov. 2012  | 3     | Ironman 70.3 Taiwan            | Kenting-Nationalpark  | 04:09:56 | |
| 26. Aug. 2012 | 7     | Ironman 70.3 Salzburg          | Zell am See           | 03:53:45 | |
| 21. Aug. 2012 | 2     | Viernheimer V-Card Triathlon   | Viernheim             | 02:06:24 | Zweiter hinter Timo Bracht |
| 17. Juni 2012 | 1     | Stadttriathlon Erding          | Erding                | 01:58:51 | Sieger bei der 19. Austragung |
| 12. Mai 2012  | 2     | Ironman 70.3 Mallorca          | Alcúdia               | 04:10:11 | |
| 4. Sep. 2011  | 4     | Challenge Walchsee-Kaiserwinkl | Walchsee              | 03:58:35 | |
| 22. Mai 2011  | 6     | Ironman 70.3 Austria           | St. Pölten            | 04:01:07 | [ 8 ] |
| 14. Mai 2011  | 4     | Ironman 70.3 Mallorca          | Alcudia               |          | |
| 5. Sep. 2010  | 4     | Challenge Walchsee-Kaiserwinkl | Walchsee              | 04:05:36 | bei der Erstaustragung |
| 1. Aug. 2010  | 7     | HeidelbergMan                  | Heidelberg            | 01:59:15 | Wegen der starken Strömung im Neckar wurde kurz vor dem Start der Ausdauerdreikampf in einen Duathlon umgewandelt: 5 km Laufen, 32 km Radfahren und 10 km Laufen |
| 20. Juni 2010 | 2     | Stadttriathlon Erding          | Erding                | 01:56:46 | hinter Michael Raelert, vor Andreas Raelert (1,5 km Schwimmen, 48,5 km Radfahren und 10 km Laufen)                                                               |
| 6. Juni 2010  | 3     | Challenge Kraichgau            | Kraichgau             | 03:58:33 | Dritter hinter Normann Stadler und James Cunnama |
| 21. Juni 2009 | 1     | Stadttriathlon Erding          | Erding                | 02:06:13 | vor Wolfgang Teuchner und Christian Brader |
| 2008          | 4     | Ironman 70.3 Germany           | Wiesbaden             | 04:17:01 | |
| 22. Juni 2008 | 1     | Stadttriathlon Erding          | Erding                | 02:08:19 | vor Swen Sundberg, Werner Leitner und Lothar Leder |
| 24. Mai 2008  | 3     | Ironman 70.3 Austria           | St. Pölten            | 03:57:11 | [ 11 ] |
| 17. Juni 2007 | 1     | Stadttriathlon Erding          | Erding                | 02:03:30 | |
| 2. Juni 2007  | 1     | Ironman 70.3 Austria           | St. Pölten            | 03:54:49 | |
| 28. Mai 2006  | 1     | Stadttriathlon Erding          | Erding                | 01:55:51 | vor Faris Al-Sultan und Lothar Leder |

| Datum/Jahr    | Platz | Wettbewerb           | Austragungsort    | Zeit     | Bemerkung                                                                                     |
| ------------- | ----- | -------------------- | ----------------- | -------- | --------------------------------------------------------------------------------------------- |
| 5. Sep. 2021  | 23    | Challenge Roth       | Roth              | 08:17:35 | verkürzte Raddistanz                                                                          |
| 2. Nov. 2013  | 12    | Ironman Florida      | Panama City       | 08:19:16 |                                                                                               |
| 8. Sep. 2013  | 3     | Ironman Wales        | Pembrokeshire     |          |                                                                                               |
| 9. Sep. 2012  | 3     | Ironman Wisconsin    | Madison           | 08:54:53 |                                                                                               |
| 1. Juli 2012  | 8     | Ironman Austria      | Klagenfurt        | 08:42:42 |                                                                                               |
| 24. Juli 2011 | 3     | Ironman Germany      | Frankfurt am Main | 08:20:26 |                                                                                               |
| 18. Juli 2010 | 5     | Challenge Roth       | Roth              | 08:13:09 |                                                                                               |
| 12. Juli 2009 | 1     | Challenge Roth       | Roth              | 07:55:53 | Michael Göhner blieb das erste Mal unter acht Stunden.                                        |
| 5. Apr. 2009  | 2     | Ironman South Africa | Port Elizabeth    | 08:32:01 | Göhner blieb auf der Marathonstrecke als Einziger des Topfeldes unter der Drei-Stunden-Marke. |
| 2008          | DNF   | Ironman Hawaii       | Hawaii            | –        |                                                                                               |
| 31. Aug. 2008 | 4     | Ironman Louisville   | Louisville        | 09:04:24 |                                                                                               |
| 6. Juli 2008  | 10    | Ironman Germany      | Frankfurt am Main | 08:22:51 |                                                                                               |
| 13. Okt. 2007 | 18    | Ironman Hawaii       | Hawaii            | 08:43:55 | als viertbester Deutscher                                                                     |
| 1. Juli 2007  | 2     | Ironman Germany      | Frankfurt am Main | 08:11:50 |                                                                                               |
| 21. Okt. 2006 | 34    | Ironman Hawaii       | Hawaii            |          |                                                                                               |
| 2006          | 5     | Ironman Germany      | Frankfurt am Main | 08:30:28 |                                                                                               |
| 15. Okt. 2005 |       | Ironman Hawaii       | Hawaii            | 08:56:18 | 3. Rang in der Altersklasse M25–29                                                            |
| 2005          | 5     | Challenge Roth       | Roth              |          |                                                                                               |
| 16. Okt. 2004 |       | Ironman Hawaii       | Hawaii            | 09:31:42 | Sieg und Weltmeister in der Altersklasse M18–24                                               |
| 2004          |       | Ironman Switzerland  | Zürich            |          | 1. Rang in der Altersklasse M18–24                                                            |

| Datum/Jahr | Platz | Wettbewerb                          | Austragungsort | Zeit | Bemerkung                  |
| ---------- | ----- | ----------------------------------- | -------------- | ---- | -------------------------- |
| 2006       | 1     | DTU Deutsche Meisterschaft Duathlon | Backnang       |      | Deutscher Meister Duathlon |

| Datum/Jahr    | Platz | Wettbewerb                         | Austragungsort | Zeit     | Bemerkung                                                 |
| ------------- | ----- | ---------------------------------- | -------------- | -------- | --------------------------------------------------------- |
| 2002          | DNF   | Berlin-Marathon                    | Berlin         | –        | Rennabbruch nach Achillessehnenreizung                    |
| 30. Sep. 2001 | 45    | Berlin-Marathon                    | Berlin         | 02:23:35 | 15 Minuten hinter dem kenianischen Sieger Joseph Ngolepus |
| 1997          | 1     | Deutsche Meisterschaft Straßenlauf | Deutschland    |          | Deutscher Straßenlauf-Meister (B-Jugend)                  |

| Datum/Jahr    | Platz | Wettbewerb                                    | Austragungsort | Zeit     | Bemerkung                                                  |
| ------------- | ----- | --------------------------------------------- | -------------- | -------- | ---------------------------------------------------------- |
| 10. Feb. 2019 | 2     | ITU Winter Triathlon World Championship 35–39 | Asiago         | 00:51:10 |                                                            |
| 23. Feb. 2014 | 1     | DTU Deutsche Meisterschaft Wintertriathlon    | Oberstaufen    | 01:06:28 | 6 km Laufen, 12 km Mountainbikefahren und 8 km Skilanglauf |
| 2013          | 1     | DTU Deutsche Meisterschaft Wintertriathlon    | Oberstaufen    |          |                                                            |
| 26. Feb. 2012 | 8     | ITU Winter Triathlon European Cup             | Oberstaufen    | 01:03:11 |                                                            |
| 27. Feb. 2011 | 1     | DTU Deutsche Meisterschaft Wintertriathlon    | Oberstaufen    | 01:04:18 | [ 15 ]                                                     |
| 4. Feb. 2007  | 1     | DTU Deutsche Meisterschaft Wintertriathlon    | Oberstaufen    |          |                                                            |